# El Bayadh (província)
El Bayadh ou ولاية البيض em árabe, é uma província da Argélia com 228.624 habitantes (Censo 2008).
Situa-se a oeste da Argélia.
El Bayadh possui 227 mil habitantes e 22 comunas.
Possui inúmeras gravuras rupestres.